# Blood, Sex & Booze
«Blood, Sex & Booze» —en español: «Sangre, sexo & alcohol»— es un sencillo promocional de la banda estadounidense de rock Green Day publicado en el año 2001 y perteneciente al álbum Warning. Fue lanzada solamente como un CD promocional en Alemania. La canción fue escrita por Billie Joe Armstrong.
Los latigazos que se escuchan al principio fueron hechos por una dominatrix contratada por el baterista Tré Cool que asistió al estudio de grabación.

## Listado de canciones
| CD Promocional |                                          |          |  |
| N.º            | Título                                   | Duración |  |
| 1.             | «Blood, Sex & Booze (Versión del Álbum)» | 3:33     |  |